# Vladimir Kuzichkin
Vladimir Anatolyevich Kuzichkin Владимир Анатольевич Кузичкин (nascido em 1947)  é um ex-oficial soviético da KGB (PGU KGB SSSR), um major que desertou para a Estação Teerã do serviço de inteligência secreta britânico em 1982. Informações sobre agentes soviéticos no Irã que ele passou para o MI6 foram posteriormente fornecidas pela agência britânica e pela CIA, para o regime do Aiatolá Khomeini, que executou muitos dos agentes. Mehmet Ali Agca já afirmou que o major Kuzichkin ordenou que ele matasse João Paulo II.
Ele publicou suas memórias em inglês em 1991 com o título Inside the KGB: Myth and Reality.